# São Mateus do Maranhão
São Mateus do Maranhão é um município brasileiro do estado do Maranhão. Sua população, conforme estimativas do IBGE de 2022, é de 38,829 habitantes.
A cidade é localizada na mesorregião do Centro Maranhense, na microrregião do Médio Mearim, que teve sua autonomia política em 23 de setembro de 1963. Está a 44m de altitude, 188 km distante da capital São Luís.

## Etimologia
O município recebeu o nome de São Mateus do Maranhão por causa dos primeiros povoadores da localidade que eram adeptos fervorosos de São Mateus.

## História
Em 1942, às margens da BR-135, chegaram ao pequeno lugar conhecido hoje como São Mateus do Maranhão quatro moradores e o piauiense Absalão Cândido Feitosa, juntos iniciaram o desbravamento do local através de grandes lavouras.
A existência de vastos campos, com exuberante pastagem, propiciou a exploração de pecuária, embora em pequena escala. Com meio de subsistência, os lavradores desenvolveram a caça e a pesca, encontradas em abundância.
Com o advento da BR-135, a povoação tomou grande impulso, experimentando elevado crescimento populacional do povoado de São Mateus. Mas só após alguns anos, pela Lei Estadual nº 2.170, de 26 de dezembro de 1961, foi criado o município, desmembrado de Coroatá e Bacabal.

## Geografia
O município de São Mateus do Maranhão possui uma extensão territorial de 800,045 quilômetros quadrados, ocupando a 120 posição entre os 217 municípios maranhenses em termos de área.

### Demografia
Segundo dados do Censo Demográfico de 2022, São Mateus do Maranhão contava com 38.829 habitantes, resultando em uma densidade populacional de aproximadamente 48,53 habitante por quilômetro quadrado. No contexto estadual, o município ocupava a 32 posição em número de habitantes e a 26 em densidade demográfica comparando-se com outros municípios do estado do Maranhão. A estimativa populacional para o ano de 2024 era de 40.160 habitantes.

### Educação
Em 2010, a taxa de escolarização de crianças entre 6 e 14 anos em São Mateus do Maranhão era de 95,3 %, colocando o município na 169 colocação entre os 217 do estado. Quanto ao Índice de Desenvolvimento da Educação Básica (IDEB) referente ao ano de 2023, os anos iniciais do ensino fundamental na rede pública apresentaram índice de 4,8 enquanto os anos finais atingiram 4,0.
| Taxa de escolarização de 6 a 14 anos de idade [2010]             | 95,3 %           |
| IDEB – Anos iniciais do ensino fundamental (Rede pública) [2023] | 4,8              |
| IDEB – Anos finais do ensino fundamental (Rede pública) [2023]   | 4,0              |
| Matrículas no ensino fundamental [2023]                          | 6.099 matrículas |
| Matrículas no ensino médio [2023]                                | 1.795 matrículas |
| Docentes no ensino fundamental [2023]                            | 292 docentes     |
| Docentes no ensino médio [2023]                                  | 97 docentes      |
| Número de estabelecimentos de ensino fundamental [2023]          | 46 escolas       |
| Número de estabelecimentos de ensino médio [2023]                | 5 escolas        |

Fonte: IBGE

## Economia
Em 2021, o Produto Interno Bruto (PIB) per capita de São Mateus do Maranhão foi de R$ 10.282,41, valor que colocava o município na 75 posição entre os 217 do estado do Maranhão. Já em 2023, as receitas oriundas de fontes externas representavam 85,80 % do total arrecadado pelo município, o que o posicionava em 184 lugar no ranking estadual.
| PIB per capita [2021]                                                                           | 10.282,41 R$      |
| Índice de Desenvolvimento Humano Municipal (IDHM) [2010]                                        | 0,616             |
| Total de receitas brutas realizadas [2023]                                                      | 166.185.462,89 R$ |
| Transferências correntes (Percentual em relação às receitas correntes brutas realizadas) [2023] | 85,80 %           |
| Total de despesas brutas empenhadas [2023]                                                      | 158.432.699,90 R$ |

Fonte: IBGE
| Salário médio mensal dos trabalhadores formais [2022]                                             | 2,1 salários mínimos |
| Pessoal ocupado [2022]                                                                            | 3.062 pessoas        |
| População ocupada [2022]                                                                          | 7,89 %               |
| Percentual da população com rendimento nominal mensal per capita de até 1/2 salário mínimo [2010] | 52,4 %               |

Fonte: IBGE